# António Marques Lésbio
António Marques Lésbio (Lisboa, 1639 — Lisboa, 27 de novembro de 1709) foi um notável compositor português do período barroco, conhecido sobretudo pelos seus vilancicos.

## Vida
António Marques nasceu em Lisboa no ano de 1639. Lésbio é apenas um título académico referente à ilha grega de Lesbos associada à origem da poesia lírica.
Escreveu os seus primeiros vilancicos em 1660 e conseguiu ocupar sequencialmente vários postos que incluem o ensino dos moços do coro da Capela Real (em 1669), escrivão dos Contos (em 1680), bibliotecário da grandiosa Real Biblioteca de Música (em 1692) e finalmente o de mestre da Capela Real (nomeado a 15 de janeiro de 1698, tendo sucedido a Filipe da Madre de Deus).
Conseguiu grande reconhecimento dos seus contemporâneos, tornando-se um membro ativo da Academia dos Singulares. Era também muito estimado pelo rei D. Pedro II de Portugal, a sua segunda consorte, D. Maria Sofia Isabel de Neuburgo e D. Catarina de Bragança.
Faleceu em Lisboa, no dia 27 de novembro de 1709, véspera da festa de Santa Cecília, padroeira dos músicos.

## Obra
Escreveu e compôs música sacra e profana em latim, castelhano e português. Das obras latinas só nos chegou Victimae Paschalis laudes para a celebração da Páscoa, mas em português e castelhano chegaram aos nossos dias várias composições, sobretudo vilancicos:
- Ayrecillos manços[1]
- Celebremos el Niño[4]
- Como cantan al alba las aves[4]
- Dexen que llore mi Niño[4]
- Dime como hede portarme[4]
- La misma gitanilla soy[4]
- Llora el sol[4]
- Los males y los remedios[4]
- Matais de incêndios (atribuído, em português)[5]
- No busca oro[4]
- Olá, acudid a mi Niño[4]
- Quem vio hum menino bello (em português)[1]
- Tened, tened humanos[4]
- Ya las sombras de la noche[4]

### Poesia
Para além da letra de muitas dos seus vilancicos, também escreveu poesia em castelhano, português e latim. É disso exemplo a obra: "A Estrela de Portugal, o feliz nascimento da Sereníssima Infanta" (1669), dedicado ao nascimento da princesa Isabel Luísa Josefa de Bragança.

## Esquecimento e Reconhecimento
A mudança dos gostos musicais e consequente proibição dos vilancicos em 1724 e a destruição da Biblioteca Real de Música com o terramoto de 1755, fizeram com que pouco da sua obra tenha sobrevivido. O que sobreviveu deve-se à sua grande fama e também à sua prolificidade.
Com a modernidade chegou um renovado interesse pela história da música, que fez com que as composições de Marques Lésbio ganhassem grande notoriedade.

## Edição Musical
- Alegria, José Augusto (1985), António Marques Lésbio: Vilancicos e tonos, Portugaliae Musica, vol. XLVI, Lisboa, Fundação Calouste Gulbenkian.

## Discografia
As seguintes gravações incluem obras de Marques Lésbio:
- 1995 - Diversions. Calliope. Summit Records. Faixa 4: "Areçillos Manços".
- 2001 - Renaissance Faire. St. Louis Brass Quintet. Summit Records. Faixa 12: "Arecillos Mancos".
- 2006 - Il Pellegrino - Cosimo III de Medici - Viaggio di Spagna e Portogallo. Resonet / Fernando Reyes. Enchiriadis. Faixa 25: "Ya las sombras de la noche".
- 2012 - Mirabile Mysterium - A European Christmas Tale. Huelgas Ensemble. Sony Music Entertainment. Faixa 14: "Dexen que llore mi niño".
- 2014 - Évora - Portuguese Baroque Villancicos. Rogério Gonçalves / A Corte Musical. Pan Classics. Faixa 8: "Ya las sombras de la noche"; e Faixa 9: "Dime como he de portarme".
- 2014 - Les lettres portugaises. Francisco Ramos / Academia dos Singulares. "Ya las sombras de la noche".

- Commons
- Wikisource